# Reserva natural del takín de Motithang
La Reserva natural del takín de Motithang, ubicada en el distrito de Motithang en Timbu (Bután), es un área de reserva de vida silvestre para el takín (budorcas taxicolor), el animal nacional del país. Originalmente un mini-zoológico, se convirtió en una reserva cuando se descubrió que los animales se abstuvieron de habitar el bosque circundante cuando fueron liberados. La razón para declarar al takín como animal nacional el 25 de noviembre de 2005 se atribuye a una leyenda que narra que el lama Drukpa Kunley creó al mamífero en Bután en el siglo XV.

## Historia
En primer lugar, un pequeño número de takines fueron confinados en un zoológico en Timbu, pero el rey de Bután consideró que era inapropiado que un país budista confinara animales por razones religiosas y ambientales. Por lo tanto, ordenó la liberación de los mamíferos y el cierre del mini-zoológico. Los takines, de comportamiento dócil, no abandonaron el área inmediata y deambularon por las calles de la capital butanesa en busca de comida durante semanas.
Dado que los animales se habían prácticamente domesticado, se decidió mantenerlos en un hábitat boscoso y cerrado en el borde de Timbu y, por lo tanto, la reserva del takín se estableció en el vecindario de Motithang en un área de 3,4 hectáreas. Las mejoras se implementaron en 2004, en una colaboración del Gobierno Real de Bután y el Fondo Mundial para la Naturaleza: añadieron una puerta de entrada de estilo tradicional, un pequeño centro de información, señalización y contenedores de basura. Las pequeñas aberturas en la cerca permiten la alimentación manual no regulada; como resultado, la mayoría de los animales cautivos en el recinto son obesos. La reserva también cuenta con algunos ciervos sambar y muntíacos. La reserva es una parte integral de la ciudad de Timbu y es una atracción turística.

## Amenazas
El takín tiene poco valor económico; proporcionan un uso medicinal tradicional a las mujeres para ayudarlas durante el parto. Se cree que la salud genética de los animales en la reserva de takines está disminuyendo debido a la endogamia, según la División de Conservación de la Naturaleza del Ministerio de Agricultura de Bután. Este organismo tiene previsto introducir genes frescos de un macho y dos hembras procedentes de la naturaleza. Las poblaciones silvestres de takines son estables, aunque no hay estudios publicados que lo confirmen, y nadie sabe cómo afectará el cambio climático a la población de esta especie en Bután. Las únicas amenazas conocidas que enfrentan son los depredadores y la caza furtiva muy ocasional.